# Xiangyang Hu
Xiangyang Hu (kinesiska: 向阳湖) är en sjö i Kina. Den ligger i den autonoma regionen Tibet, i den sydvästra delen av landet, omkring 700 kilometer norr om regionhuvudstaden Lhasa. Xiangyang Hu ligger 4 858 meter över havet. Arean är 88 kvadratkilometer. Trakten runt Xiangyang Hu består i huvudsak av gräsmarker. Den sträcker sig 11,3 kilometer i nord-sydlig riktning, och 18,8 kilometer i öst-västlig riktning.
Genomsnittlig årsnederbörd är 247 millimeter. Den regnigaste månaden är juni, med i genomsnitt 52 mm nederbörd, och den torraste är november, med 2 mm nederbörd.